# Circuito Montañés 2007
La edición del 2007, la número 32 en la historia del Circuito Montañés, se desarrolló en un total de 1.081,1 km a través de la comunidad de Cantabria. A lo largo de 7 etapas (8 si tenemos en cuenta que la 5.ª etapa constó de un sector en ruta y otro en contrarreloj) con un promedio de 154 km por etapa, se coronaron 27 puertos de montaña puntuables de los cuales 2 eran de categoría especial y 8 de 1.ª categoría. Como suele ser habitual la altitud máxima se alcanzó en la Fuente del Chivo, puerto de categoría especial de 1.982 metros de altitud. También hubo 14 metas volantes, 7 sprints especiales y unos premios totales que ascendieron a 43.518 euros.

## Etapas
| Etapa | Fecha       | Recorrido                     | km       | Ganador          | Líder         |
| 1.ª   | 13 de junio | Santander-El Astillero        | 155      | Erik Hoffman     | Erik Hoffmann |
| 2.ª   | 14 de junio | Los Corrales de Buelna-Laredo | 167      | Xabat Otxotorena | Erik Hoffmann |
| 3.ª   | 15 de junio | Santoña-Maliaño               | 174,4    | Martijn Maaskant | Erik Hoffmann |
| 4.ª   | 16 de junio | Solares-Fuente del Chivo      | 156      | Jesús Ramírez    | Lucas Persson |
| 5ªa   | 17 de junio | Polanco-Torrelavega           | 112,6    | Luis Ángel Maté  | Lucas Persson |
| 5ªb   | 17 de junio | Polanco-Polanco               | 17 (CRI) | Pedro Romero     | Bauke Mollema |
| 6.ª   | 18 de junio | Torrelavega-Santo Toribio     | 147,1    | Bauke Mollema    | Bauke Mollema |
| 7.ª   | 19 de junio | Potes-Santander               | 152      | Iván Melero      | Bauke Mollema |

## Clasificación general

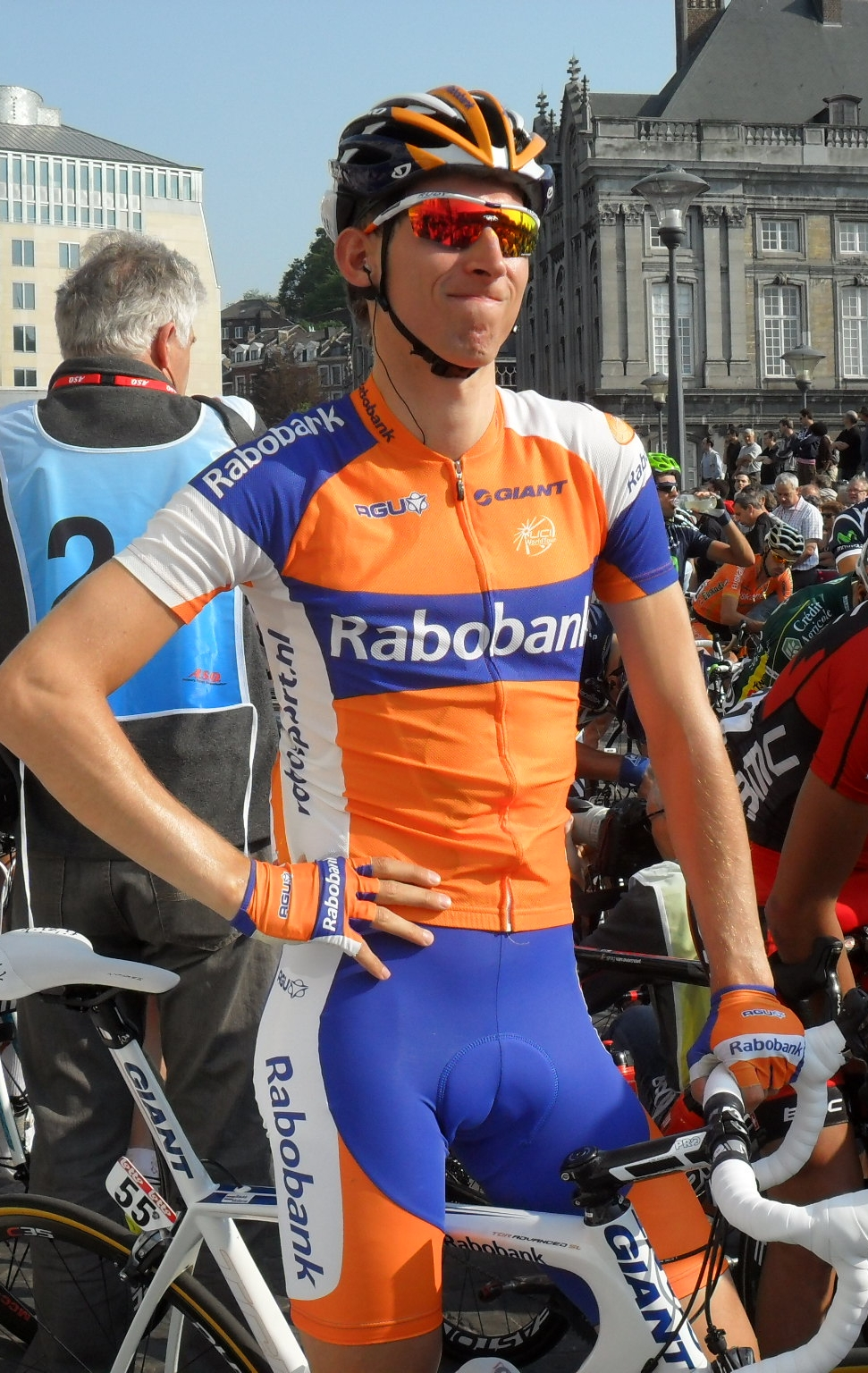
Bauke Mollema, ganador del Circuito Montañés 2007.

| \| 1. \| Bauke Mollema \| Países Bajos \| Rabobank Continental \| 27h 48' 14" \| \| 2. \| Lucas Persson \| Suecia \| Unibet.com \| + 1' 24" \| \| 3. \| Jaume Rovira \| España \| Viña Magna-Cropu \| + 2' 20" \| \| 4. \| Pedro Romero \| España \| Extremadura-Spiuk \| + 2' 20" \| \| 5. \| Luis Maldonado \| España \| Würth \| + 2' 53" \| \| 6. \| Francisco Torrella \| España \| Comunitat Valenciana-CCN \| + 3' 13" \| \| 7. \| Simon Clarke \| Australia \| SouthAustralia.com-AIS \| + 3' 18" \| \| 8. \| Ignacio Sarabia \| México \| Extremadura-Spiuk \| + 4' 00" \| \| 9. \| Jesús González \| España \| Camargo-Roper-FerroAtlántica \| +04:06 \| \| 10. \| Alberto Fernández \| España \| Supermercados Froiz \| + 4' 20" \| \| 140 participantes, 96 clasificados \| \| \| \| \| |                    |              |                              |             |
| 1. | Bauke Mollema      | Países Bajos | Rabobank Continental         | 27h 48' 14" |
| 2. | Lucas Persson      | Suecia       | Unibet.com                   | + 1' 24"    |
| 3. | Jaume Rovira       | España       | Viña Magna-Cropu             | + 2' 20"    |
| 4. | Pedro Romero       | España       | Extremadura-Spiuk            | + 2' 20"    |
| 5. | Luis Maldonado     | España       | Würth                        | + 2' 53"    |
| 6. | Francisco Torrella | España       | Comunitat Valenciana-CCN     | + 3' 13"    |
| 7. | Simon Clarke       | Australia    | SouthAustralia.com-AIS       | + 3' 18"    |
| 8. | Ignacio Sarabia    | México       | Extremadura-Spiuk            | + 4' 00"    |
| 9. | Jesús González     | España       | Camargo-Roper-FerroAtlántica | +04:06      |
| 10. | Alberto Fernández  | España       | Supermercados Froiz          | + 4' 20"    |
| 140 participantes, 96 clasificados |                    |              |                              |             |

## Evolución de las clasificaciones
| Etapa (Vencedor)              | Clasificación general | Clasificación de la regularidad | Clasificación de la montaña | Clasificación de las metas volantes | Mejor sub-23          | Mejor cántabro    | Clasificación por equipos |
| ----------------------------- | --------------------- | ------------------------------- | --------------------------- | ----------------------------------- | --------------------- | ----------------- | ------------------------- |
| Etapa 1 (Erik Hoffmann)       | Erik Hoffmann         | Erik Hoffmann                   | Erik Hoffmann               | William Aranzazu                    | Ricardo van der Velde | Vidal Celis       | Rabobank                  |
| Etapa 2 (Xabat Otxotorena)    | Erik Hoffmann         | Erik Hoffmann                   | Erik Hoffmann               | William Aranzazu                    | Ricardo van der Velde | David Gutiérrez   | Rabobank                  |
| Etapa 3 (Martijn Maaskant)    | Erik Hoffmann         | Xabat Otxotorena                | Luis Ángel Maté             | William Aranzazu                    | Ricardo van der Velde | David Gutiérrez   | Rabobank                  |
| Etapa 4 (Jesús Ramírez)       | Lucas Persson         | Xabat Otxotorena                | Jesús Ramírez               | Christofer Stevenson                | Bauke Mollema         | Alberto Fernández | Rabobank                  |
| Etapa 5A (Luis Ángel Maté)    | Lucas Persson         | Xabat Otxotorena                | Jesús Ramírez               | Christofer Stevenson                | Bauke Mollema         | Alberto Fernández | Rabobank                  |
| Etapa 5B (CRI) (Pedro Romero) | Bauke Mollema         | Martijn Maaskant                | Jesús Ramírez               | Christofer Stevenson                | Bauke Mollema         | Alberto Fernández | Rabobank                  |
| Etapa 6 (Bauke Mollema)       | Bauke Mollema         | Bauke Mollema                   | Jesús Ramírez               | Christofer Stevenson                | Bauke Mollema         | Alberto Fernández | Extremadura-Spiuk         |
| Etapa 7 (Iván Melero)         | Bauke Mollema         | Martijn Maaskant                | Jesús Ramírez               | Christofer Stevenson                | Bauke Mollema         | Alberto Fernández | Extremadura-Spiuk         |